# MARUNOUCHI MUSICOLOGY
『MITSUBISHI JISHO MARUNOUCHI MUSICOLOGY』（ミツビシジショ マルノウチ・ミュージコロジー）は、2017年1月7日から2022年9月24日までJ-WAVEで放送されていたラジオ番組。三菱地所の一社提供で放送。全300回。

## 概要
グローバーがナビゲーターを務めていた土曜夕方のトーク番組で、毎週土曜 17:00 - 17:54（日本標準時）に放送。
番組は、東京丸の内にある様々な場所をスタジオにしての収録を敢行。そしてミュージシャンや音楽プロデューサー、お笑い芸人や俳優などをゲストに迎え、グローバーが彼らと音楽談義する模様を放送していた。また、丸の内を往来する人々に街頭インタビューをし、それをゲストと聴きながらのトークも実施していた。
2017年8月11日（金曜・祝日）には『J-WAVE HOLIDAY SPECIAL MITSUBISHI JISHO MARUNOUCHI MUSICOLOGY Summer Festival』と題し、丸の内の街中で9時間近くに及ぶ長時間生放送を敢行。その翌日（土曜）には、番組のレギュラー放送も休止することなく平常どおりに行った。